# Basilio di Ancira
Basilio di Ancira (... – 362) è stato un vescovo ariano greco antico, la cui figura storica è alla base della vita di san Basilio martire.

## Biografia
La vita di Basilio si intreccia con il contrasto tra l'Arianesimo e il Trinitarianesimo: la disputa sulla natura e consustanzialità del Figlio e del Padre vedeva infatti quattro schieramenti, quello dello homooùsion (sostenuto da Atanasio di Alessandria) per cui il Padre e il Figlio erano consustanziali, quello dello homoioùsion (sostenuto da Basilio) per il quale il Figlio era quasi della stessa sostanza del Padre, quello dello anòmoios (posizione dell'Arianesimo promossa da Ezio di Antiochia) secondo il quale Padre e Figlio era di sostanza diversa dal Padre e quello dello òmoios (sostenuto da Acacio di Cesarea) secondo il quale il Figlio è simile al Padre.
Nel 336 il vescovo anti-ariano di Ancira, Marcello, venne dichiarato decaduto dal sinodo di Costantinopoli, in cui le posizioni ariane ebbero il sopravvento; Basilio venne decretato a succedergli. Iniziò allora una serie di deposizioni e reintegri di Marcello e, conseguentemente, di Basilio: nel 337 (morte dell'imperatore Costantino I) Marcello venne reintegrato, ma due anni dopo Basilio ritornò alla propria sede; nel 340 Marcello ebbe il sostegno di papa Giulio I, ma solo nel 343 Basilio venne dichiarato decaduto dal concilio di Sardica, a maggioranza trinitaria.
Il nuovo imperatore Costanzo II si schierò nel partito dell'homoioùsios. Basilio e Eustazio di Sebaste entrarono in contrasto con Ezio di Antiochia durante il secondo concilio di Sirmio e lo denunciarono presso il cesare d'Oriente Costanzo Gallo, il quale lo condannò a morte, condanna che non venne eseguita; fu poi Costanzo II stesso, su indicazione di Basilio, a mandare in esilio Ezio. Accadde però che nel terzo concilio di Sirmio (359), Costanzo sposasse la formula del'hòmoios, letteralmente "[Figlio] simile a Dio", propugnata da Acacio di Cesarea in quanto, per la sua vaghezza, ritenuta adatta a fungere da compromesso tra le varie posizioni. Nel 360 Basilio venne allora esiliato.

## Agiografia
Secondo l'agiografia Vita e atti del prete martire Basilio, Basilio sarebbe stato un martire, e come tale viene venerato dalla Chiesa ortodossa, il 22 marzo e il 28 giugno. All'interno dell'agiografia Basilio si trasforma in un difensore dell'ortodossia contro i pagani e gli ariani; avrebbe persino difeso l'oppositore del Basilio storico, Marcello, quando questi sarebbe stato deposto dagli ariani per essere sostituito da uno di loro (in realtà lo stesso Basilio).
L'agiografia lo vuole martirizzato per volere dell'imperatore Giuliano, cugino di Costanzo II e suo successore, il quale si era convertito dal Cristianesimo al Paganesimo: Giuliano l'avrebbe fatto arrestare e, indispettito dalla sua perseveranza nella fede, torturare e uccidere.